# Wintershaus
Wintershaus ist eine Hofschaft in Radevormwald im Oberbergischen Kreis im nordrhein-westfälischen Regierungsbezirk Köln in Deutschland.

## Lage und Beschreibung

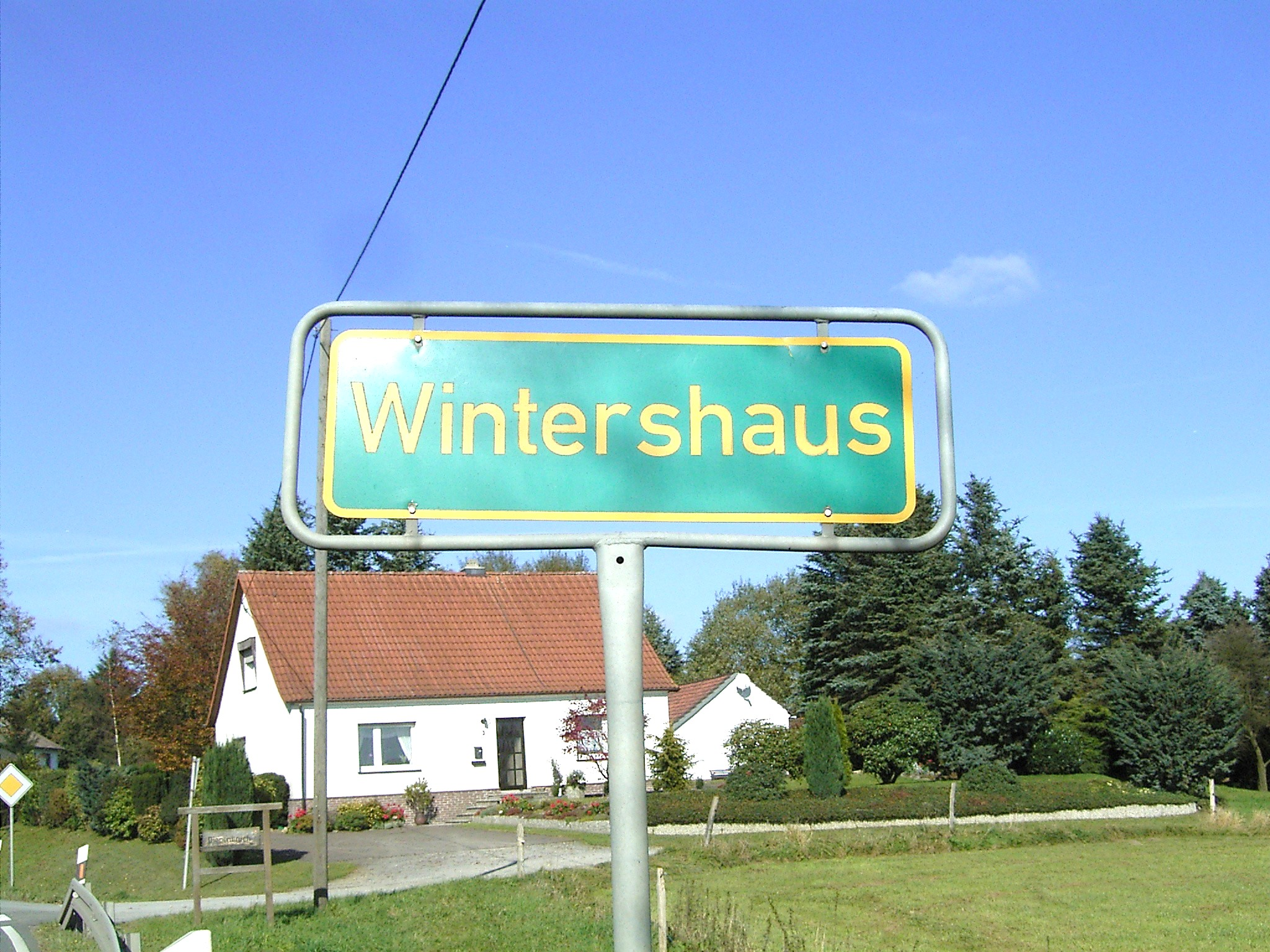

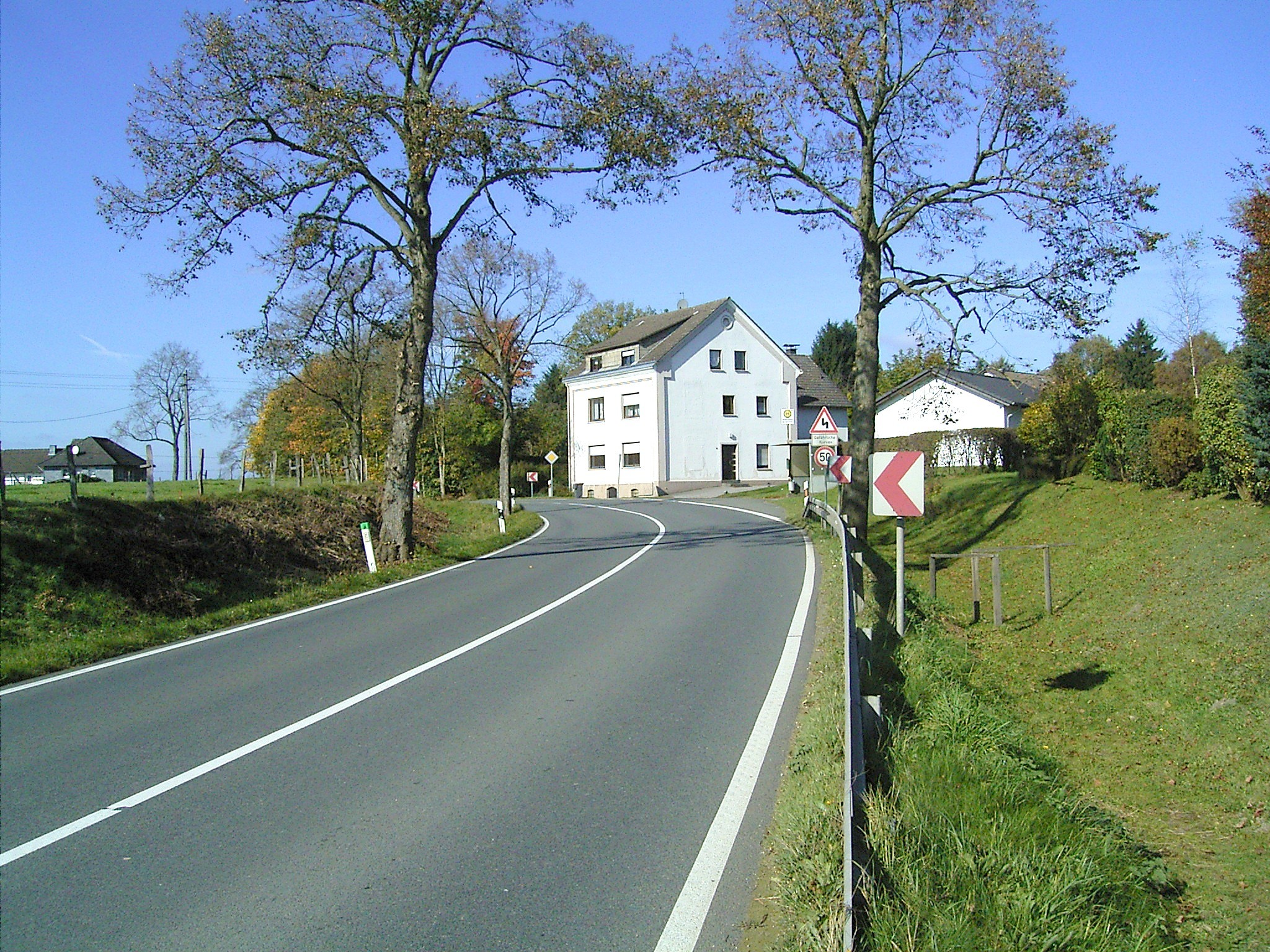
Die Bundesstraße 229 führt mitten durch den Ort

Wintershaus liegt im Osten des Radevormwalder Stadtgebietes an der Stadtgrenze zu Halver. Die Nachbarorte sind Diepenbruch, Kettlershaus, Tanne und Eich. Der Ort ist auf Radevormwalder Stadtgebiet über die Bundesstraße 229 zu erreichen.
Über die in Kettlershaus gelegene Bushaltestelle der Linie 134 (VRL) besteht Anbindung an das öffentliche Verkehrsnetz.
Nordwestlich des Ortes entspringt der in den Erlenbach mündende Kreuzbach.

## Geschichte
In der historischen topografischen Karte von 1840 bis 1844 ist der Ort „Wintershaus“ eingezeichnet.
Der nahe der Hofschaft vorbeiführende Teilabschnitt der Bergischen Landwehr, welcher von Wuppertal-Elberfeld bis nach Marienheide-Krommenohl reichte, sicherte das Bergische Territorium vor Einfällen aus dem Märkischen. Der Heimatforscher Gerd Helbeck datiert die Entstehung dieser Landwehr auf das frühe 14. Jahrhundert.